# Grau evolutiu

Cladograma (arbre) d'un grup biològic. La caixa verda (central) pot representar un grau evolutiu (parafilètic), un grup unit per trets anatòmics i fisiològics conservadores en lloc de la filogènia. Les caixes de color vermell i blau que flanquegen són clades (és a dir, subarbres monofilètics complets).

En la taxonomia alfa, un grau es refereix a un tàxon units per un nivell de complexitat morfològica o fisiològica. El terme va ser encunyat pel biòleg britànic Julian Huxley, per contrastar amb clade, una unitat estrictament filogenètic.